# Coppa Ciuffenna
La Coppa Ciuffenna est une course cycliste italienne disputée au mois de septembre à Loro Ciuffenna, en Toscane. Créée en 1932, cette épreuve est organisée par l'US Lorese 1919. Elle fait partie du calendrier national de la Fédération cycliste italienne. 

## Palmarès
| Année     | Vainqueur             | Deuxième                   | Troisième             |
| --------- | --------------------- | -------------------------- | --------------------- |
| 1932      | Alfio Papeschi        |                            |                       |
| 1933      | Adalino Mealli (it)   |                            |                       |
| 1934      | Serafino Simoni       |                            |                       |
| 1935      | Mario Rosi            |                            |                       |
| 1936-1937 | Pas de course         |                            |                       |
| 1938      | Argante Lanzi         |                            |                       |
| 1939-1945 | Pas de course         |                            |                       |
| 1946      | Alberto Roggi         |                            |                       |
| 1947      | Marcello Mealli       |                            |                       |
| 1948      | Silvano Tucci         |                            |                       |
| 1949      | Amerigo Sarri         | Giovanni Vigni             | Jader Gorini          |
| 1950      | Amerigo Sarri         |                            |                       |
| 1951      | Marcello Ciolli       |                            |                       |
| 1952      | Bruno Tognaccini      |                            |                       |
| 1953      | Bruno Tognaccini      | Adriano Torrini            | Oreste Pierazzini     |
| 1954      | Vasco Severi          |                            |                       |
| 1955      | Santino Mantelli      |                            |                       |
| 1956      | Learco Fabiani        |                            |                       |
| 1957      | Armando Casodi        |                            |                       |
| 1958      | Bruno Mealli          |                            |                       |
| 1959      | Giancarlo Calistri    |                            |                       |
| 1960      | Teodoro Cerbella      |                            |                       |
| 1961      | Giancarlo Massari     |                            |                       |
| 1962      | Nello Mariani         |                            |                       |
| 1963      | Carlo Storai          |                            |                       |
| 1964      | Luciano Armani        |                            |                       |
| 1965      | Osvaldo Gallori       |                            |                       |
| 1966      | Armando Bizzarri      |                            |                       |
| 1967      | Renzo Panicagli       |                            |                       |
| 1968      | Gianfranco Fontanelli |                            |                       |
| 1969      | Piero Spinelli        |                            |                       |
| 1970      | Edoardo Del Piazza    |                            |                       |
| 1971      | Marzio Mezzani        |                            |                       |
| 1972      | Riccardo Magrini      |                            |                       |
| 1973      | Giuliano Giorgini     |                            |                       |
| 1974      | Mario Arzilli         |                            |                       |
| 1975      | Alberto Angeli        |                            |                       |
| 1976      | Dante Morandi         |                            |                       |
| 1977      | Gabriele Faedi        |                            |                       |
| 1978      | Primo Del Maestro     |                            |                       |
| 1979      | Antonio Alfonsini     |                            |                       |
| 1980      | Stefano Alderighi     |                            |                       |
| 1981      | Moreno Mandriani      |                            |                       |
| 1982      | Sandro Pisaneschi     |                            |                       |
| 1983      | Stefano Colagè        |                            |                       |
| 1984      | Enrico Galleschi      |                            |                       |
| 1985      | Enrico Galleschi      |                            |                       |
| 1986      | Andrzej Serediuk      |                            |                       |
| 1987      | Maurizio Nuzzi        |                            |                       |
| 1988      | Roberto Pelliconi     |                            |                       |
| 1989      | Maurizio de Pasquale  |                            |                       |
| 1990      | Marino Marcozzi       |                            |                       |
| 1991      | Massimo Donati        |                            |                       |
| 1992      | Roberto Petito        |                            |                       |
| 1993      | Giuseppe Soldi        |                            |                       |
| 1994      | Emanuele Lupi         |                            |                       |
| 1995      | Cristian Moreni       |                            |                       |
| 1996      | Emanuele Lupi         |                            |                       |
| 1997      | Gino Paolini (it)     | Mirko Lauria               | Alessio Cancellier    |
| 1998      | Mario Foschetti       |                            |                       |
| 1999      | Roberto Savoldi       |                            |                       |
| 2000      | Kyrylo Pospyeyev      |                            |                       |
| 2001      | Domenico Passuello    | Manuele Mori               | Lorenzo Cardellini    |
| 2002      | Sergio Marinangeli    | Daniele Marziani           | Massimiliano Martella |
| 2003      | Vincenzo Nibali       | Krzysztof Szczawiński (pl) | Alessandro Donati     |
| 2004      | Andriy Pryshchepa     | Branislau Samoilau         | Giovanni Visconti     |
| 2005      | Alessandro Proni      | Riccardo Chiarini          | Cristiano Salerno     |
| 2006      | Cristiano Benenati    | Marco Belli                | Fabio Terrenzio       |
| 2007      | Massimo Pirrera       | Davide Bonuccelli          | Marco Stefani         |
| 2008      | Alfredo Balloni       | Paolo Ciavatta             | Francesco Lasca       |
| 2009      | Siarhei Papok         | Paolo Centra               | Yonathan Monsalve     |
| 2010      | Alberto Cecchin       | Salvatore Puccio           | Francesco Lasca       |
| 2011      | Nicola Boem           | Rafael Andriato            | Andrea Zordan         |
| 2012      | Siarhei Papok         | Nicola Boem                | Kristian Sbaragli     |
| 2013      | Luca Benedetti        | Davide Formolo             | Liam Bertazzo         |
| 2014      | Devid Tintori         | Matvey Nikitin             | Simone Sterbini       |
| 2015      | Alex Turrin           | Mattia Zennaro             | Andrea Montagnoli     |
| 2016      | Ettore Carlini (ca)   | Filippo Tagliani           | Michele Corradini     |
| 2017      | Federico Sartor       | Alessandro Covi            | Aleksandr Riabushenko |
| 2018      | Filippo Tagliani      | Filippo Rocchetti          | Tommaso Fiaschi       |
| 2019      | Francesco Di Felice   | Michele Corradini          | Filippo Fiorelli      |
| 2020      | Annulé                |                            |                       |
| 2021      | Edoardo Zambanini     | Marco Murgano              | Francesco Parravano   |
| 2022      | Lucio Pierantozzi     | Anatoliy Budyak            | Lorenzo Quartucci     |
| 2023      | Tommaso Rigatti       | Pier Elis Belletta         | Egor Igoshev          |
| 2024      | Federico Iacomoni     | Matteo Ambrosini           | Andrea Guerra         |